# M3-Kampfmesser

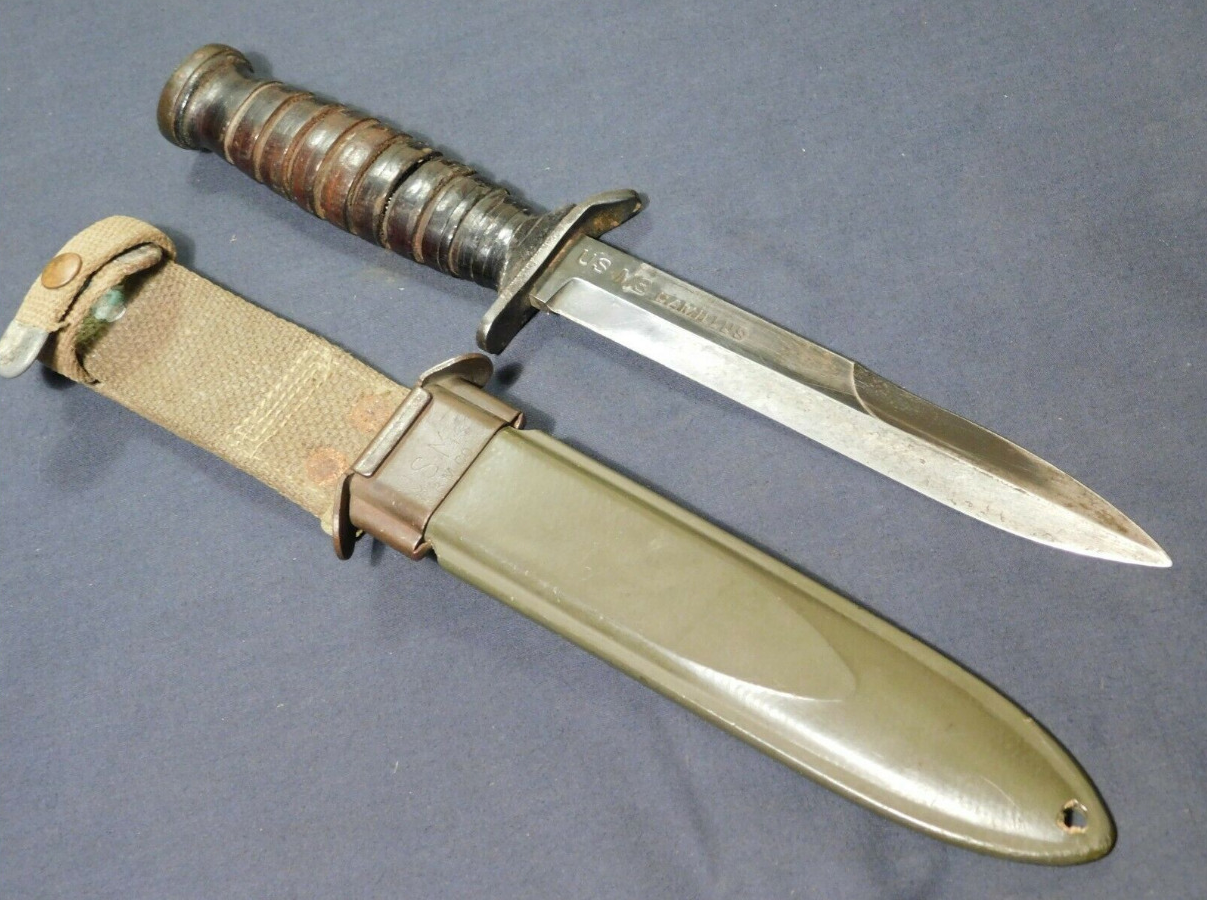
M3

Das M3-Kampfmesser, englisch M3 fighting knife, oder M3 trenchknife, zu deutsch M3-Grabenmesser, war von 1943 bis in die 1950er Jahre das Kampfmesser der US-Soldaten.

## Beschreibung
Es wurde als Nahkampfmesser entworfen und hat keine Halterung wie ein Bajonett, da es eben grade ein Ersatz für ein Bajonett sein sollte. Es war anfangs für Soldaten bestimmt, die nicht mit einem Bajonett ausgerüstet waren. Es wurden im Zweiten Weltkrieg insgesamt 2.590.247 M3-Kampfmesser bis zum Ende der Fertigung hergestellt. Heute gibt es allerdings Nachbauten als Neuauflage zu kaufen. Als Klingenwaffe bildete das M3 das optische Vorbild für die nachfolgenden US-amerikanischen Kampfmesser der M-Reihe bis hin zu M7.
Das M3 bildete den Ersatz für das Mark 1 Grabenmesser und ersetzte auch den Fairbairn-Sykes-Commando-Dagger. Das M3 wurde für eine schnelle und ressourceneffiziente Maschinenproduktion entwickelt, um kriegswichtige Metalle zu sparen. Es besitzt eine 16,35 cm lange Spear-Point-Klinge mit 3,1 cm scharfen Rücklauf auf dem Klingenrücken. Die Klinge besteht aus Kohlenstoffstahl und ist entweder brüniert oder parkerisiert um Lichtreflektionen zu vermeiden und die Klinge beständiger zu machen. Der Griff ist entweder, bei frühen Modellen, aus aufgereihten Lederscheiben, oder, bei späteren Modellen, aus einem Stück gedreht (auf der Drehbank) und dann poliert und brüniert. Das Parierelement weist hinten einen Knick und Winkel schräg nach oben auf, um den Daumen auflegen, und mit diesem dagegendrücken zu können.

## Geschichte
Der Prototyp des M3 wurde 1942 dem zivilen Vorstand des Smaller War Plants Corporation Board (SWPC) vorgestellt, der es bewertete. Das M3 konkurrierte dabei mit dem Ka-Bar-Messer, für beide Messer waren Metallvorräte vorbehalten worden, um in die Produktion gehen zu können, jedoch war das M3 ressourcenschonender in der Herstellung, und so wurde vom SWPC die Massenproduktion des M3 genehmigt. Obwohl das M3 mit dem KA-BAR um die Zulassung für die Armee konkurriert hatte, war das M3 im Gegensatz zum Ka-Bar-Messer des US Marine Corps keine Mehrzweckwaffe, die sowohl für den Nahkampf als auch für den allgemeinen Gebrauch ausgelegt war. Das Ka-Bar hingegen erfüllte beide Rollen.
Das M3 wurde erstmals im März 1943 an Soldaten der US-Armee ausgegeben, wobei die ersten Messer an Spezialeinheiten wie Luftlandetruppen und die US Army Rangers gingen. Das Messer erhielt von den Kampfeinheiten kein allgemeines Lob als Nahkampfmesser. Während das Messer selbst im allgemeinen gut gemacht und ausgewogen war, war die lange, schmale, dolchähnliche Klinge, die darauf ausgelegt war, Stahl zu sparen, am besten als Stichwaffe verwendet und schnitt bei Hiebschlägen weniger gut ab. Berichte über Klingenfehler bei dem M3 im Einsatz nahmen zu, weil die Soldaten ihre Grabenmesser für gewöhnliche Versorgungsaufgaben wie das Öffnen von Munitionskisten und Lebensmitteldosen verwendeten, eine Rolle, für die das M3 nicht konzipiert worden war. Einmal herausgegeben wurde das Messer oft falsch oder grob fahrlässig geschärft, so zum Beispiel eine Klinge hinzugefügt, wo keine sein sollte, was die Bruchfestigkeit des Messers einschränkte.
1944 wurde von den USA aus dem M3 das M4-Bajonett entwickelt, um über ein Bajonett für das M1 Carbine, einen amerikanischen Karabiner im .30 Kaliber, zu verfügen. Dabei wurde beschlossen, dass das M4 das M3 gleich ganz ersetzen könne, während es für beide Anwendungen geeignet sein würde; es war ein kurzes Bajonett, das für beide Tragearten, mit und ohne Gewehr, geeignet schien. Im Juni 1944 wurde die M4 Produktion aufgenommen. Bei Einstellung der Produktion im August 1944 hatte das M3-Grabenmesser eine der kürzesten Produktions- und Wartungsaufzeichnungen aller US-Kampfmesser. Das Klingendesign des M3 wurde im US-Militärdienst in Form der US-Kampfmesser M4, M5, Bayonet-Knife M6 und Bayonet-Knife M7 fortgesetzt.

## Produktion
| Ungefähre M3-Produktion (1943–44) nach Hersteller | Anzahl an produzierten Stücken |
| Imperial Knife Co.                                | 854.015                        |
| Utica Cutlery Co.                                 | 656.520                        |
| Camillus Cutlery Co.                              | 402.909                        |
| WR Case & Sons Co.                                | 300.465                        |
| Kinfolks, Inc.                                    | 135.548                        |
| Pal Blade und Tool Co.                            | 121.131                        |
| Aerial Cutlery Co.                                | 051.784                        |
| Robeson Cutlery Co.                               | 036.575                        |
| H. Boker & Sons Co.                               | 031.300                        |

## Ehemalige Nutzerstaaten
Vereinigte Staaten
 Frankreich

## Einsatz in folgenden Kriegen
- Zweiter Weltkrieg
- Indochina-Krieg
- Koreakrieg
- Algerienkrieg
- Vietnamkrieg